# Pau Costa
Pau Costa (Vich, 1665 - Cadaqués, 7 de noviembre de 1727), fue un escultor catalán en estilo barroco.
Formado en el taller del escultor Pau Sunyer, con solo 16 años hizo el retablo de San Liborio en Vich, también para esta población realizó el retablo mayor del monasterio de Santa Teresa finalizado en el año 1707 y el de San Benito para la catedral de Vich.
Su obra siempre religiosa, se extendió por toda Cataluña, en Olot le encargaron el Retablo del Rosario para la iglesia de San Esteban y para la iglesia de Santa María de Cadaqués realizó otro en el año 1725.
Algunas de sus obras fueron quemadas durante la guerra civil española del año 1936, como los altares de la iglesia de San Martín en Cassá de la Selva, del que solo se salvaron cuatro columnas salomónicas. Corrió la misma suerte el de la iglesia de San Fructuoso en Llufríu. Este último retablo fue finalizado por su discípulo, Josep Pol en 1740.
Su gran obra fue sin duda el retablo mayor para la iglesia parroquial de Santa María en la población de Arenys de Mar (1706-1710).
Fue padre del arquitecto y escultor Pere Costa i Cases.